# Josef Plojhar

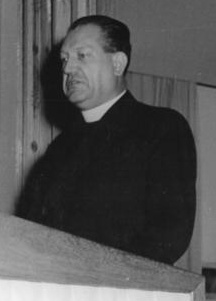
Dr. Josef Plojhar, toespraak in de DDR.

Josef Plojhar (Budweis, Bohemen 2 maart 1902 - Praag, 5 november 1981) was een Tsjecho-Slowaaks politicus en rooms-katholiek priester. Hij was een lid van de katholieke Tsjecho-Slowaakse Volkspartij. 

## Biografie
Josef Plojhar was van Duits-Tsjechische afkomst; zijn vader was een Duitser en zijn moeder een Tsjechische.pp. 90vv. Hij bezocht een Duitstalig gymnasium en volgde aansluitend de priesteropleiding aan het bisschoppelijk seminarie van České Budějovice. In 1924 volgde zijn priesterwijding.p. 97 Hij was kapelaan en daarna pastoor te Rudolfov. Hij engageerde zich naast zijn werkzaamheden als geestelijke, ook als journalist voor de lokale krant. In 1934 werd hij lid van de Vereniging van Vrienden van de Sovjetunie, een ongewone keuze voor een priester.pp. 97-98 Hij vervulde binnen deze vereniging een bestuursfunctie. Daarnaast was hij lid van de Tsjecho-Slowaakse Volkspartij (CSL), een christendemocratische politieke partij. 
Tijdens de Tweede Wereldoorlog was hij actief bij het verzet tegen de nazi-bezetting. Hij werd door de Duitsers opgepakt en met leden van het Tsjechisch katholiek en communistisch verzet opgesloten in concentratiekamp Buchenwald. Later werd hij overgebracht naar het concentratiekamp Dachau.p. 100
Na de Tweede Wereldoorlog werd hij wegens zijn verzetsverleden één der voormannen van de Tsjecho-Slowaakse Volkspartij en stond nauwe samenwerking met de Communistische Partij van Tsjecho-Slowakije voor. Zijn invloed binnen de Volkspartij nam steeds verder toe. In 1947 lukte het hem de prowesterse Volkspartij-krant Obzory (De Horizon) te sluiten. In februari 1948 werd hij, nadat de Communisten via een staatsgreep definitief de macht hadden gegrepen, minister van Volksgezondheid in de door communisten overheerste regering.p. 111 Hij bekleedde dat ambt tot 1968; hiermee was pater Plojhar de langszittende minister uit de Tsjecho-Slowaakse geschiedenis. Van 1948 tot 1951 was hij bovendien vicepremier. Sinds 1951 was hij lid van het federale parlement, hetgeen hij tot zijn dood in 1981 bleef.p. 122 Als minister legaliseerde hij abortus. In 1951 werd pater Plojhar voorzitter van de Tsjecho-Slowaakse Volkspartijp. 121, die officieel christendemocratisch was, maar geïnfiltreerd door communistische spionnen. Hij was voorzitter van de pro-communistische Nationale Commissie voor de Katholieke Geestelijkheid, van de regeringsgetrouwe Vredesbeweging van Katholieke Priestersp. 121 en andere organisaties. De internering en huisarreststelling tegen de rooms-katholieke bisschoppen van Tsjecho-Slowakije keurde Plojhar uitdrukkelijk goed; hij gold als aartsvijand van Josef Beran, kardinaal-aartsbisschop van Praag. 
Tijdens de Praagse Lente (1968) werd hij door de revolutionairen en liberalere hervormers gedwongen om zijn ambt als minister neer te leggen. Josef Plojhar gold in de ogen van de katholieke bevolking als verrader, en in de ogen van de katholieken, nationalisten en democraten als collaborateur.passim In december 1968 trad hij tevens als partijvoorzitter van de CSL af. Sindsdien was hij tot zijn dood in 1981 erevoorzitter. Hij was erelid van de CDUD, de christendemocratische regimegetrouwe partij in de DDR. Hij bezocht meerdere malen partijcongressen van de Oost-Duitse CDU en trad - vanwege het feit dat hij vloeiend Duits sprak - veelal op als gastspreker.
Plojhar overleed op 5 november 1981 tijdens een receptie (ter gelegenheid van de Oktoberrevolutie) in de ambassade van de Sovjetunie in Praag.
Pater Josef Plojhar werd na de oorlog door het Vaticaan geëxcommuniceerd wegens zijn collaboratie met het communisme. Hij bleef na zijn excommunicatie echter als geestelijke actief. Hij onderhield contacten met 'progressieve katholieken' in Oost-Europa (onder meer met de Katholieke Vredesbeweging in Hongarije, de DDR en Polen). Plojhar gold als een notoire alcoholist.

## Onderscheidingen
- Orde Polonia Restituta (1948)
- Eredoctoraat in de theologie aan de Universiteit van Cyrillus en Methodius, Praag (1950)[1]p. 123[5]
- Orde van Klement Gottwald (1955, 1962)